# Sint-Martinus en Sint-Eutropiuskerk

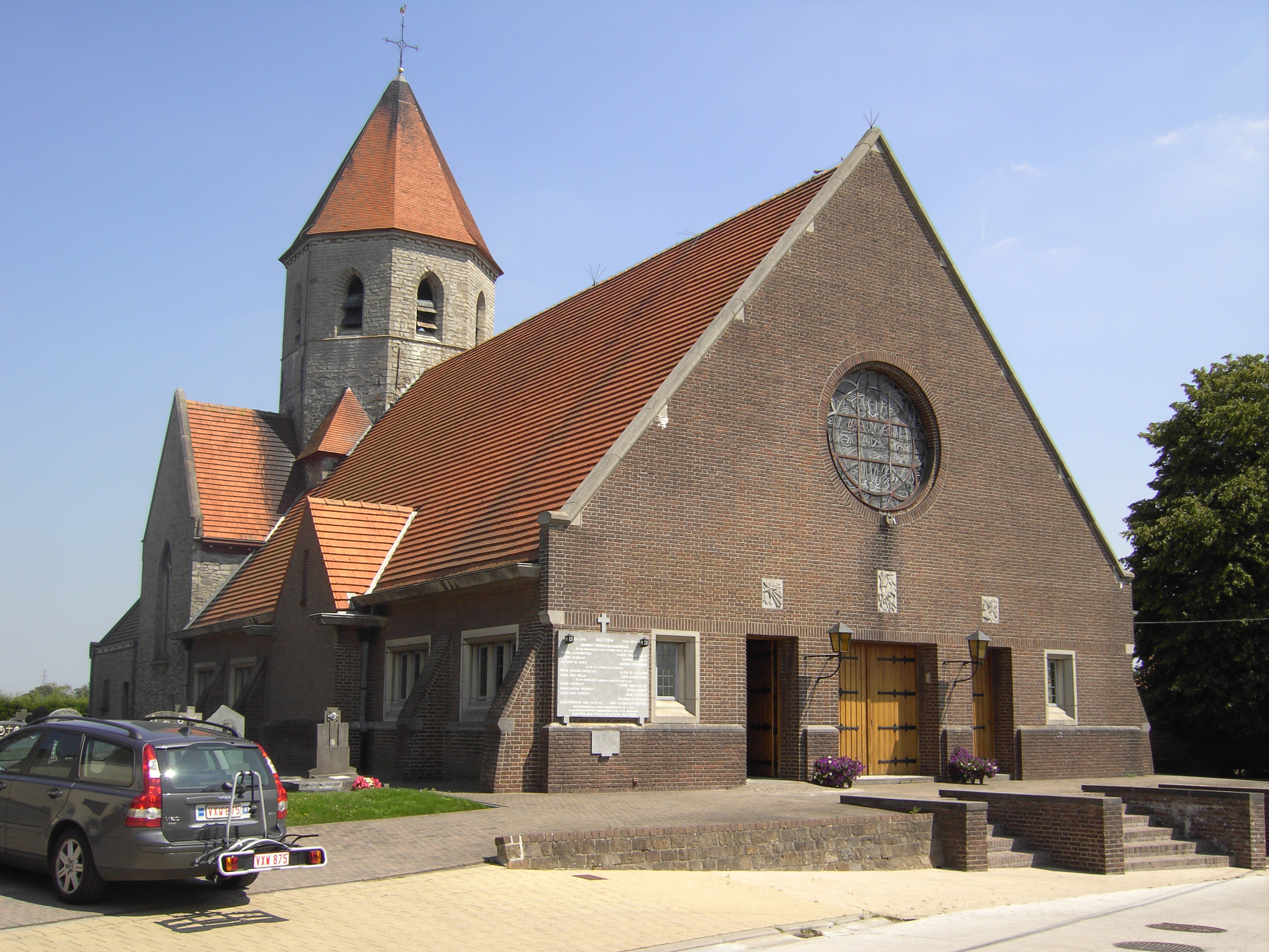
Sint-Martinus en Sint-Eutropiuskerk

De Sint-Martinus en Sint-Eutropiuskerk is de parochiekerk van de tot de Oost-Vlaamse stad Deinze behorende plaats Gottem, gelegen aan de Ardense Jagersstraat.

## Geschiedenis
De kerk werd voor het eerst vermeld in 1171. De vierkante onderbouw van de toren, in Doornikse steen uitgevoerd, stamt nog van een romaans gebouw.
Eind 13e eeuw was er sprake van een eenbeukig kruiskerkje, waarvan het vroeggotisch koor en transept nog behouden zijn. Omstreeks 1400 werd de achthoekige klokkengeleding op de toren gebouwd. In 1860 werd het schip door een driebeukig neogotisch bouwwerk vervangen. In 1918 maar vooral ook in mei 1940 werd de kerk beschadigd. In 1941 werden het koor, het transept en de toren hersteld. Van 1951-1953 werd een eenbeukig schip gebouwd naar ontwerp van Georges Callens, met behoud van het oude transept, koor, en toren.

## Gebouw
Het betreft een eenbeukig kerkgebouw met vieringtoren welke een achthoekige klokkentoren op vierkante onderbouw bezit. Er is een pseudotransept en het schip, onder zadeldak, is breed en hoog.

## Interieur
Het schip wordt overkluisd door een spitstongewelf. Het kerkmeubilair is in 1940 goeddeels verwoest en moest door moderner meubilair vervangen worden.